# 鲁明健
鲁明健（1917年—1998年），男，湖南长沙人，中华人民共和国政治人物。

## 生平
1936年，鲁明健在北平就读天主教辅仁大学期间参加一二九运动，同年加入中国共产党。1937年8月到1938年9月，在武汉从事青年工作。曾和于光远合办革命刊物《呼声》。1938年9月赴鄂中参与创建抗日根据地。此后，在抗日战争和第二次国共内战中，历任中共京安县委书记、中共鄂南中心县委书记、中共随县县委书记、中共鄂西北工委书记、中共天京潜县委书记（1948年7月至1949年5月）等职。
中华人民共和国成立后，历任中共天门县委书记（1949年6月至1950年3月），中共宜昌市委副书记，最高人民法院办公室副主任、党组成员、审判委员会委员（1979年11月至1983年9月）、研究室主任等职。1957年反右运动中，在最高人民法院和贾潜、林亨元、朱耀堂等人都被打成右派。
1978年9月9日，中共中央发布《关于坚决保证刑法、刑事诉讼法切实实施的指示》，核心内容是取消党委断案。起草者曾到最高人民法院征求意见，当时已复出任最高人民法院研究室主任职务的鲁明健说：“我们十分赞同取消这一制度，但最好由你们学者提出来，不然人们会说我们是向党要权。”据说该指示在最高人民法院党组讨论时，全体鼓掌。
1998年，鲁明健逝世。